# Dồn điền đổi thửa
Dồn điền đổi thửa đất nông nghiệp (DĐĐT) là chủ trương của chính quyền Việt Nam tiến hành xây dựng nông thôn mới, quy hoạch lại đồng ruộng theo hướng quy vùng sản xuất hàng hoá. Dồn điền đổi thửa giúp tăng diện tích trên một thửa ruộng, tạo thuận lợi cho hộ canh tác, áp dụng cơ giới hóa nông nghiệp. Biện pháp thực hiện còn có quy hoạch lại giao thông, thủy lợi nội đồng, đưa cơ giới hoá và ứng dụng khoa học công nghệ tiên tiến vào sản xuất, chuyển dịch cơ cấu kinh tế nông nghiệp, nông thôn theo hướng công nghiệp hóa, hiện đại hóa; từng bước phân công lao động trong từng địa bàn, nhằm tăng năng suất lao động, tăng giá trị thu nhập trên một đơn vị diện tích sản xuất. Theo chủ trương này, các hộ nông dân được chia lại đất, đồng thời nhà nước cấp mới cho họ Giấy chứng nhận quyền sở hữu đất để có thể vay vốn ngân hàng, ngoài ra họ còn được nhà nước hỗ trợ một phần kinh phí.